# Iodate

Das Iodatanion IO_{3}^{−}

Iodate sind Salze der Iodsäure mit dem Anion IO3−. Alle Iodate sind starke Oxidationsmittel. Sie sind beständiger und zugleich deutlich schwächer in ihrer Oxidationswirkung als Bromate und Chlorate.
Im Gemisch mit brennbaren Substanzen sind Iodate schlagempfindlich und führen leicht zu Explosionen.
In der Natur kommen Iodate in Ozeanwasser und in Chilesalpeter und Tang- und Algenaschen vor. Chilesalpeter enthält bis zu 0,1 % Iodate. Sie sind heute die technisch wichtigste Grundlage für die Iod-Herstellung.
„Jodiertes Speisesalz“ enthält Natrium- und Kaliumiodat zur Kropfprophylaxe. Iodate geben mit Sulfit als Reduktionsmittel die Landoltsche Zeitreaktion. Dabei entsteht der tiefblaue Iod-Stärke-Komplex nach konzentrationsabhängiger Reaktionsdauer.